# Disapplicazione
La disapplicazione è un istituto che sancisce il potere del giudice ordinario di non applicare un atto normativo o amministrativo quando questo contrasti con le fonti superiori.

## Generalità
Le moderne costituzioni recepiscono il principio della separazione dei poteri in tre differenti centri: potere legislativo (Parlamento, in genere bicamerale), potere esecutivo (Governo), potere giudiziario (magistratura). Queste tre unità sono separate e nello stesso tempo coordinate fra loro mediante un meccanismo di pesi e contrappesi (e controlli), che garantiscono ad uno Stato sovrano la conservazione di un ordinamento giuridico interno di tipo liberale e democratico.
Al potere giudiziario è riservato il compito di applicare, di far rispettare la legge. Questo ruolo non si risolve in un mero compito notarile, dato che il giudice si trova di fronte non ad una singola legge, ma ad una pluralità di leggi da applicare. E queste non di rado sono in contrasto fra loro, vale a dire non applicabili tutte quante insieme, se non al prezzo di dover inevitabilmente sacrificare l'osservanza di qualche norma.
Nello stesso tempo, esiste una gerarchia delle fonti del diritto, affermata nelle Costituzioni stesse, nel Diritto dell'Unione europea e, in qualche misura ancora imperativa e coattiva, anche nel diritto internazionale, quale può essere ad esempio l'applicazione di una Risoluzione delle Nazioni Unite ottenuta mediante l'embargo o il ricorso alla forza militare.
Il cosiddetto criterio gerarchico riflette il principio lex superior derogat inferiori (la legge di rango superiore deroga la legge di rango inferiore), e prevale sull'altro principio Lex specialis derogat generali applicato soltanto a fonti del diritto del medeismo rango (due norme costituzionali, due leggi ordinarie del Parlamento, ecc.), ma aventi tra loro un diverso grado di specificità.
Questo problema delle antinomie giuridiche riguarda numerose discipline del diritto. L'onere di dirimere questi contrasti spetta al giudice naturale precostituito dalla legge, che secondo la Costituzione Italiana è certo ed unico (per tipologia di procedura), ovvero l'onere di rinviare gli atti al secondo giudice competente per legge (es.: la Corte Costituzionale, la Corte di giustizia UE), in attesa di una risposta nel merito che consenta la ripresa e prosieguo del giudizio sospeso.

La decisione del giudice richiede quindi una interpretazione ed una ermeneutica delle fonti.
Atti del Parlamento e del potere esecutivo hanno in generale efficacia erga omnes, secondo il basilare principio di uguaglianza dei cittadini davanti alla legge. Diversamente, la disapplicazione non interessa tutti i potenziali aventi diritto, ma solo la parte dei ricorrenti, che abbiano il diritto o l'interesse legittimo ad agire in giudizio.
A seconda della procedura prevista dalla legge, il processo o il procedimento possono ammettere il ricorso in forma collettiva. 
Una sentenza, su un tema poco o per nulla affrontato nella giurisprudenza esistente, spesso finisce col creare un precedente giuridico per le sentenze future inerenti casi simili. Di nuovo, anch'essa non è legge: per far valere un diritto affermato in una sentenza, il singolo deve presentare un ricorso (ovvero "aggiungere" il proprio nominativo e caso in un ricorso collettivo già avviato), finché il legislatore non sia intervenuto a far modificare la legge per recepire il nuovo orientamento dei giudici.

## Stati Uniti
Un simile diritto è previsto anche in altri ordinamenti. Negli Stati Uniti, il giudice federale ha il potere di disapplicare un executive order del Presidente, tenendo presente che il ricorso al precedente giuridico è molto comune (e originario) dei Paesi di  common law.

La Corte Suprema storicamente si è spesso pronunciata su temi di rilievo nella vita quotidiana di milioni di persone, e, in modo definitivo, di fatto senza lasciare campo ad un nuovo intervento legislativo orientato diversamente.
Il 30 luglio 2014, il Capogruppo dei Repubblicani al Congresso ha presentato una istanza allo speaker (in parte equivalente del nostro Presidente della Camera) John Boehner contro la Obamacare che avrebbe ecceduto la delega legislativa approvata in merito per il Presidente. L'istanza conferiva allo speaker il mandato di citare in giudizio Obama, ed il 21 Novembre 2014 ha dato luogo al deposito del ricorso presso la Corte del Distretto della Colombia..
In questo caso, il sistema delle garanzie e dei controlli è di tipo "misto": il Parlamento accerta un abuso di potere da parte dell'Esecutivo, e deposita contro i suoi atti un ricorso al giudice competente, che di conseguenza può disapplicare il provvedimento presidenziale, creando il precedente per tutti gli altri eventuali  ricorsi successivi.  La disapplicazione non vale soltanto nello specifico caso del ricorrente, ma il precedente giuridico così creato automaticamente si estende a tutti i potenziali aventi diritto, senza la necessità di un preventivo ricorso, annullando di fatto l'atto stesso.

## Unione Europea
Nel diritto dell'Unione Europea, il principio della preferenza comunitaria stabilisce il rapporto di sovraordinanzione delle norme comunitarie rispetto alle norme degli Stati membri dell'Unione europea. 
In base a questo principio di fonte primaria, in presenza di una legge, regolamento o sentenza anche a precedente vincolante, in contrasto con le leggi, atti o sentenze emanati da organi dell'Unione europea, il giudice dello Stato membro è tenuto a disapplicare le leggi o atti dell'ordinamento di appartenenza, in favore di quello dell'Unione. In tal modo si esplica la preminenza del diritto comunitario nelle materie a competenza concorrente o esclusiva dell'Unione Europea. Ciò vale sia nei rapporti equiordinati fra soggetti privati (persone fisiche e/o giuridiche) sia nel diritto amministrativo, mentre gli Stati membri restano indipendenti e sovrani per quanto riguarda il diritto penale.

## Italia

### Diritto amministrativo
Per l'ordinamento italiano, la generale possibilità di opposizione agli atti della pubblica amministrazione trova fondamento nella Costituzione: 
- art. 28: per la responsabilità civile, penale ed amministrativa dei funzionari e degli enti pubblici per gli atti compiuti in violazione di diritti,
- art. 97 per il principio di imparzialità e Principio di buon andamento della pubblica amministrazione.
- art. 113 Contro gli atti della pubblica amministrazione è sempre ammessa la tutela giurisdizionale dei diritti e degli interessi legittimi dinanzi agli organi di giurisdizione ordinaria o amministrativa
- art. 100: Il Consiglio di Stato è organo di consulenza giuridico-amministrativa e di tutela della giustizia nell’amministrazione.

Il diritto di azione in giudizio ricomprende anche l'opposizione avverso atti della pubblica amministrazione in attuazione di decreti del Consiglio dei Ministri, che nella persona del Presidente, mantiene l'unità di indirizzo politico ed amministrativo, mentre ministri sono responsabili collegialmente degli atti del Consiglio dei ministri, e individualmente degli atti dei loro dicasteri (art. 95). Durante il procedimento amministrativo per un singolo atto di applicazione, è probabile che il tribunale amministrativo -anche per prevenire la mole di contenzioso che incombe da parte degli altri aventi diritto- opti per sollevare direttamente alla Consulta la questione di legittimità costituzionale del provvedimento governativo alla base dei ricorsi.
In particolare, l'istituto della disapplicazione trova il proprio fondamento negli articoli 4 e 5, legge 20 marzo 1865, n. 2248 (All. E) e sancisce il potere del giudice ordinario, qualora ne riscontri l'illegittimità, di ignorare gli effetti di un atto amministrativo rilevante nel giudizio che sta decidendo, cioè di disapplicarlo.
Tale potere nasce dall'esigenza di superare l'eventuale vincolo di un atto amministrativo invalido che il giudice ordinario non potrebbe materialmente invalidare. Proprio l'art. 4 della legge 20 marzo 1865, n. 2248 (All. E), infatti, sancisce l'impossibilità per il giudice ordinario di annullare o modificare l'atto da disapplicare, potestà che invece è attribuita al giudice amministrativo.
Inesistenza e disapplicazione
La differenza fra annullamento e disapplicazione è radicale: mentre l'annullamento fa venir meno l'atto e tutti i suoi effetti (anche retroattivamente), che quindi sono cancellati erga omnes, la disapplicazione fa sì che l'atto non abbia effetto per il solo giudizio in cui viene pronunciata (cioè inter partes).

L'atto disapplicato in un giudizio tuttavia continua ad essere efficace e, fintanto che non intervenga un annullamento, una modifica o una revoca, ogni giudice dovrà indipendentemente decidere se disapplicarlo.
Tuttavia, esiste l'azione collettiva in giudizio, che, finché aperta, assicura agli aderenti l'attribuzione del loro specifico caso ad un giudizio in corso "già deciso" per altri casi simili al proprio, ad un giudice di cui si è già reso più volte manifesto l'orientamento giurisprudenziale, e quindi è ben prevedibile l'esito finale.

Oltre alle fonti del diritto di secondo grado, la declaratoria di nullità (illegittimità) da parte di un tribunale amministrativo può riguardare anche un atto normativo quale un decreto ministeriale, anche previa sospensione, fatto non infrequente nei settori della scuola o della sanità.
Disapplicazione di norme e atti, motivata dal principio di precauzione
In sede della Corte di giustizia dell'Unione europea, il principio di precauzione ha trovato campo in numerose sentenze di disapplicazione di 
leggi nazionali, ma per la preminenza del diritto comunitario, esso trova applicazione anche fra i giudici degli Stati membri.

La disapplicazione riguarda ambiti molti diversi (quali salute pubblica, sicurezza e ambiente), è motivata da precedenti giurisprudenziali "incrociati" fra un ambito e l'altro, in sede UE e nazionale, ed anche in rapporto ad atti di notevole dettaglio tecnico.
Il consolidato principio di precauzione (art. 191, par. 2, del Trattato istitutivo della C.E) è stato interpretato a più riprese dalle sentenze della Corte di Giustizia UE nel senso che: <<qualora risulti impossibile determinare con certezza l’esistenza o la portata del rischio asserito a causa della natura insufficiente, non concludente o imprecisa dei risultati degli studi condotti, ma persista la probabilità di un danno reale per la salute nell’ipotesi in cui il rischio si realizzasse, il principio di precauzione giustifica l’adozione di misure restrittive, purché esse siano non discriminatorie e oggettive>>. Ciò avvenne durante un procedimento al TAR del Lazio, in merito alle limitazioni all’uso del fenarimol come sostanza attiva; la sentenza unionale europea, tuttavia, è altrove citata, ad esempio dal Consiglio di Stato e dal TAR Friuli-Venezia Giulia.
Circolari e impugnazione di provvedimenti attuativi
Le circolari amministrative sono atti diretti agli organi e uffici dell'amministrazione e non hanno di per sé valore provvedimentale o, comunque, vincolante per i soggetti estranei all'amministrazione. La circolare è un atto della pubblica amministrazione rivolto a sé stessa, e di natura regolamentare, non soggetto quindi al vaglio di legittimità della Corte Costituzionale, se non indirettamente mediante la censura delle leggi cui l'atto regolamentare deve esplicitamente richiamarsi e deve essere conforme, e fonti di rango superiore il cui annullamento comporta anche la nullità di tutti gli altri atti amministrativi derivati in loro attuazione.
In questo caso, il TAR non annulla la circolare che in sé non può ledere terzi potenziali ricorrenti, bensì l'atto applicativo della circolare che lede un suo diritto e interesse legittimo, chiedendone l'annullamento o la disapplicazione (se ad esempio l'atto riguarda una pluralità di soggetti aventi ad oggetto la medesima obbligazione di fare o di dare, in conseguenza di una comune condotta illecita). Il ricorso deve essere tempestivo, con onere della prova a carico di chi ricorre avverso il provvedimento di attuazione ritenuto lesivo della propria posizione sostanziale differenziata.
Conflitti di giurisdizione
I conflitti di giurisdizione in merito all'identificazione del giudice naturale precostituito per legge, sono oggetto di ricorso alla Consulta. Non infrequenti sono state in passato le sentenze riguardo alla incerta attribuzione della competenza processuale al giudice ordinario vs al giudice amministrativo.

La sentenza 6 luglio 2004 n. 204 della Consulta ha qualificato la giustizia amministrativa come avente il carattere di giurisdizione soggettiva e non di difesa dell'oggettiva legittimità dell'azione amministrativa, e al giudice amministrativo quindi spetta il ricorso avverso un atto ivi presentato quale attuazione illegittima di un potere amministrativo: è importante che il ricorso (quasi esclusivamente documentale, salvo eccezioni) sia ben formalizzato in modo da evidenziare per il singolo i diritti e gli interessi lesi, con i requisiti della attualità e della concretezza (gli stessi che legittimano una richiesta di sospensiva d'urgenza, spesso contestuale alla istanza di presentazione del ricorso stesso).

Propriamente si tratta di un ricorso per impugnazione a critica vincolata, cioè ammesso soltanto nei casi articolati dalla legge (Consiglio di Stato, Sezione 4, Sentenza del 06-12-2013, n. 5830).
Quindi l'atto amministrativo impugnato deve in sostanza essere nominativo, identificando il ricorrente quale il soggetto di diritto titolare sia formale che sostanziale del diritto fatto valere in giudizio. Il ricorso deve avere il carattere della tempestività, e ha l'onere di provare che il diritto o interesse lesi soddisfano i requisiti soggettivi 
- della attualità,
- della concretezza,
- della effettività nel senso che dall’esecuzione del provvedimento impugnato deve discendere "in via immediata e diretta un danno certo alla sfera giuridica del ricorrente, ovvero potenziale, intendendosi come tale, però, quello che sicuramente (o molto probabilmente) si verificherà in futuro" (Cons. St., Sez. IV, sent. n. 8364/2010 cit.).
- e il requisito oggettivo della presunta attuazione illegittima di un potere amministrativo.

Tale presunta illegittimità di potere amministrativo oggetto del giudizio, non riguarda il merito amministrativo, ma nemmeno si limita all'"ultimo anello" che interfaccia la PA al cittadino, ma può risalire l'intera catena decisionale fino al vertice governativo.

Il risultato sarebbe altrimenti quello di una immunità di fatto a favore del responsabile politico che optasse per governare con lo strumento delle circolari interne (che è di natura regolamentare), e di una immunità del responsabile amministrativo subordinato in ruolo il quale autorizzasse provvedimenti in sé pur legittimi in attuazione di atti regolamentari di rilevante impatto sociale e non assoggettabili al vaglio di costituzionalità (nemmeno nel metodo, per la scelta dello strumento di una circolare).

## Atti normativi
Pur trattandosi di un istituto di tipo diverso, anche gli atti normativi (regolamenti, leggi,...) possono essere disapplicati.
Attraverso questo meccanismo il giudice non applica una norma in contrasto con una fonte superiore (come la Costituzione) nel giudizio che è chiamato a decidere. La norma tuttavia resta pienamente in vigore, anche se i giudici non la applicano, e richiede quindi un intervento del legislatore per rimuovere o modificare una legge divenuta in sostanza inutile, specialmente negli ordinamenti col precedente vincolante.
In questo modo si impedisce l'applicazione di leggi o atti normativi non conformi a fonti superiori, e al contempo si conserva una separazione dei poteri che non concede alla magistratura il potere legislativo.